# Моррис, Маркус
Маркус Моррис (англ. Marcus Morris, родился 2 сентября 1989, Филадельфия, Пенсильвания, США) — американский профессиональный баскетболист, в последнее время выступавший в Национальной баскетбольной ассоциации в команде «Кливленд Кавальерс». Его брат-близнец Маркифф играет за клуб «Даллас Маверикс».

## Студенческая карьера
Окончил школу Prep Charter HS/APEX Academy (NJ), после чего вместе с братом поступил в университет Канзаса, где на протяжении трёх сезонов с 2008 по 2011 годы выступал за местную команду «Канзас Джейхоукс». В своём первом сезоне в NCAA Маркус появился на площадке в 35 матчах. Его средняя статистика составляла 7,4 очка, 4,7 подбора, 1,1 передачи и 1,0 перехвата в среднем за 18.5 минуты на площадке. Начиная со второго сезона в игре Морриса начал наблюдаться прогресс, в 36 играх за 24.7 минуты в среднем за матч набирал по 12,8 очка, делал 6,1 подбора при проценте реализации бросков с игры 57 %.
В третий сезон братья Моррис вместе с командой из Канзаса обыгрывали одну команду за другой, аналитики пророчили Канзасу победу в чемпионате NCAA 2011 года, однако на стадии плей-офф Elite Eight (элитная восьмёрка) команда проиграла и не вышла в Финал четырёх. Этот сезон для Маркуса стал абсолютно лучшим в NCAA. Его статистика составила 17,2 очка, 7,6 подбора и 1,6 передачи при прошлогодних 57 % реализации бросков и 28.3 минуты в среднем за матч. Он улучшил штрафной бросок до 69 %. По окончании сезона-2010/11 признан лучшим игроком конференции Биг-12. Также включён во вторую команду All-American 2011 по мнению Associated Press и Национальной ассоциации баскетбольных тренеров. 30 марта 2011 года избран в состав John R. Wooden Award Men’s All American team. В начале 2020 года команда университета Канзас вывела из обращения 22-й номер, под которым играл Моррис.

## Профессиональная карьера

### Хьюстон Рокетс (2011—2013)
Моррис был выбран на драфте НБА 2011 года клубом «Хьюстон Рокетс» под общим 14 номером. Его брат близнец был выбран за пять минут до него клубом «Финикс Санз». Считается, что Маркус обладает большим талантом.
2 января 2012 года Маркус Моррис был направлен в команду «Рио-Гранде Вэллей Вайперс» из Лиги развития НБА. В своей первой игре в Джи-Лиге 6 января 2012 года Моррис набрал 33 очка и сделал 16 подборов в поражении от команды «Дакота Уизардс». Моррис вернулся в «Рокетс» 16 января, 3 февраля был переведен в «Вайперс», а 20 февраля вновь вернулся в «Рокетс».
После травмы Патрика Паттерсона главный тренер «Рокетс» Кевин Макхэйл назначил Морриса стартовым форвардом в сезоне 2012/13. Когда Моррису сказали, что его включили в стартовую пятерку, он подумал, что Макхейл шутит, так как Моррис редко играл в дебютном сезоне и получил травму во время предсезонки. В течение сезона Моррис был бэкапом Паттерсона и выходил в старте в 17 играх, пока Паттерсон был травмирован. По сравнению с дебютным сезоном точность трехочковых значительно улучшились: более чем в три раза - с 12% до 38%.

### Финикс Санз (2013—2015)
21 февраля 2013 года «Хьюстон» обменял Маркуса Морриса в «Финикс Санз» в обмен на право выбора во втором раунде драфта 2013 года. Таким образом, Маркус оказался в одной команде со своим братом-близнецом Маркиффом. Днем позже он вышел в одной пятерке вместе с братом в последние 6 минут матча с «Бостон Селтикс», набрав 7 очков, сделав 2 перехвата и один подбор, несмотря на то, что перед началом игры не принял участие с «Санз». Это второй случай, когда братья-близнецы выступают за одну команду НБА: Дик и Том Ван Арсдейл также играли вместе за «Санз» в сезоне 1976/77.
1 марта 2013 года Моррис набрал 16 очков и помог «Санз» обыграть «Атланту Хокс». Он реализовал четыре из пяти трехочковых попыток. 
10 марта 2013 года Маркус вышел в стартовой пятерке вместе с Маркиффом, что сделало близнецов Моррисов первыми братьями-близнецами, когда-либо вместе выходившими в стартовой пятерке в команде НБА.
В сезоне 2012/13 показатели Маркуса Морриса составляли 8,6 очка и 4,1 подбора в среднем за игру.
29 сентября 2014 года Моррис подписал многолетний контракт с «Санз». В дебюте сезона 2014/15, состоявшемся 29 октября 2014 года, Моррис набрал 21 очко в победе над «Лос-Анджелес Лейкерс» со счетом 119-99. Во время игры с «Миннесотой Тимбервулвз» 7 января Моррис получил технический фол и был пойман в трансляции на национальном телевидении, когда ругал главного тренера Джеффа Хорначека за эту ситуацию. В результате Моррис не играл до конца игры. Другие его выходки во время последнего сезона в составе «Санз» и после него привели к тому, что сайт AZCentral.com назвал его одним из главных спортивных злодеев Аризоны.
6 февраля 2015 года Моррис оформил свой первый в карьере дабл-дабл, набрав 34 очка и 12 подборов в победе над «Ютой Джаз». Этот дабл-дабл сделал Морриса вторым после Брука Лопеса в сезоне 2014/15 игроком, набравшим 30 очков и 10 подборов за игру, выйдя со скамейки запасных. Последним таким игроком «Санз» был Дэнни Мэннинг в 1997 году. 22 марта в матче против «Даллас Маверикс» близнецы Моррис впервые в своей профессиональной карьере сделали дабл-дабл в одной игре.

### Детройт Пистонс (2015—2017)
9 июля 2015 года Моррис был обменян в «Детройт Пистонс» вместе с Реджи Буллоком и Дэнни Грэнджером на выбор второго раунда драфта 2020 года. Моррис дебютировал в составе «Пистонс» 27 октября в дебютном матче сезона против «Атланты Хокс». За 37 минут игры в стартовом составе он набрал 18 очков и сделал 10 подборов. 
1 апреля 2016 года Моррис набрал максимальное за сезон количество очков - 31 в поражении от «Даллас Маверикс». «Пистонс» завершили регулярный сезон на восьмом месте в Восточной конференции, впервые с 2009 года получив право на участие в плей-офф. В серии первого раунда против будущего чемпиона «Кливленд Кавальерс» «Пистонс» были разгромлены со счетом 4:0.
3 февраля 2017 года Моррис набрал максимальные в карьере 36 очков в победе над командой «Миннесота Тимбервулвз». 28 февраля Моррис установил новый карьерный максимум, набрав 37 очков в победе над командой «Портленд Трэйл Блэйзерс».

### Бостон Селтикс (2017—2019)
7 июля 2017 года Моррис был обменян в «Бостон Селтикс» на Эйвери Брэдли и выбор второго раунда драфта 2019 года. 31 марта 2018 года он набрал 25 очков в победе над «Торонто Рэпторс». Это была его четвертая подряд игра, в которой Моррис набирал не менее 20 очков, что стало рекордной серией в карьере.

### Нью-Йорк Никс (2019—2020)
16 июля 2019 года Моррис подписал контракт с клубом «Нью-Йорк Никс». 5 января 2020 года Моррис набрал максимальные в карьере 38 очков и установил рекорд карьеры по количеству точных попаданий с игры (13) в матче против «Лос-Анджелес Клипперс».

### Лос-Анджелес Клипперс (2020—2023)
6 февраля 2020 года «Никс» обменяли Морриса в «Лос-Анджелес Клипперс» в рамках сделки с «Вашингтон Уизардс», в результате которой Морис Харклесс был отправлен в «Нью-Йорк», а Джером Робинсон - в «Вашингтон»; «Клипперс» также приобрели у «Уизардс» Айзею Томаса.Моррис дебютировал за «Клипперс» 9 февраля 2020 года, набрав 10 очков в победе над «Кливленд Кавальерс».
В первом раунде плей-офф НБА 2020 года Моррис был удален с площадки во время 6-й игры за грубый фол на Луке Дончиче, оштрафован на 35 тысяч долларов, но избежал дисквалификации.
В полуфинале Западной конференции 2020 года Моррис вступил в перепалку с Полом Миллсэпом, когда «Клипперс» потерпели поражение в семи матчах после того, как «Наггетс» вернулись с отставания в серии 3-1. Во время плей-офф Моррис набирал в среднем 11,8 очка и делал 4,8 подбора.
25 ноября 2020 года Моррис подписал с «Клипперс» 4-летний контракт на сумму 64 миллиона долларов.

### Филадельфия Севенти Сиксерс (2023—2024)
1 ноября 2023 года «Филадельфия Севенти Сиксерс» приобрела Морриса, Роберта Ковингтона, Кеньона Мартина (младшего) и Николя Батюма у «Клипперс» в обмен на Джеймса Хардена, Пи Джея Такера и Филипа Петрушева. В рамках сделки «Клипперс» передали «Сиксерс» выбор первого раунда драфта, два выбора второго раунда драфта, право на обмен пиками и денежную компенсацию, а также отправили право на обмен пиками и денежную компенсацию в «Оклахома-Сити Тандер».
8 февраля 2024 года Моррис был обменян в «Сан-Антонио Сперс» в рамках сделки с участием «Индианы Пэйсерс». Однако он не сыграл ни одной игры за «Сперс», и был отчислен 29 февраля.

### Кливленд Кавальерс (2024—настоящее время)
18 марта 2024 года Моррис подписал 10-дневный контракт с «Кливленд Кавальерс», а 29 марта — контракт до конца сезона.

## Статистика

### Статистика в НБА
| Сезон   | Команда     | Регулярный сезон | Регулярный сезон          | Регулярный сезон         | Регулярный сезон         | Регулярный сезон                      | Регулярный сезон                   | Регулярный сезон            | Регулярный сезон           | Регулярный сезон              | Регулярный сезон              | Регулярный сезон         | Серия плей-офф  | Серия плей-офф            | Серия плей-офф           | Серия плей-офф           | Серия плей-офф                        | Серия плей-офф                     | Серия плей-офф              | Серия плей-офф             | Серия плей-офф                | Серия плей-офф                | Серия плей-офф           |
| Сезон   | Команда     | Сыгранные матчи  | Матчи в стартовой пятёрке | Количество минут за игру | Процент попаданий с игры | Процент попадания трёхочковых бросков | Процент попадания штрафных бросков | Количество подборов за игру | Количество передач за игру | Количество перехватов за игру | Количество блок-шотов за игру | Количество очков за игру | Сыгранные матчи | Матчи в стартовой пятёрке | Количество минут за игру | Процент попаданий с игры | Процент попадания трёхочковых бросков | Процент попадания штрафных бросков | Количество подборов за игру | Количество передач за игру | Количество перехватов за игру | Количество блок-шотов за игру | Количество очков за игру |
| ------- | ----------- | ---------------- | ------------------------- | ------------------------ | ------------------------ | ------------------------------------- | ---------------------------------- | --------------------------- | -------------------------- | ----------------------------- | ----------------------------- | ------------------------ | --------------- | ------------------------- | ------------------------ | ------------------------ | ------------------------------------- | ---------------------------------- | --------------------------- | -------------------------- | ----------------------------- | ----------------------------- | ------------------------ |
| 2011/12 | Хьюстон     | 17               | 0                         | 7,4                      | 29,6                     | 11,8                                  | 75,0                               | 0,9                         | 0,2                        | 0,1                           | 0,1                           | 2,4                      | Не участвовал   | Не участвовал             | Не участвовал            | Не участвовал            | Не участвовал                         | Не участвовал                      | Не участвовал               | Не участвовал              | Не участвовал                 | Не участвовал                 | Не участвовал            |
| 2012/13 | Хьюстон     | 54               | 17                        | 21,4                     | 42,8                     | 38,1                                  | 65,3                               | 4,1                         | 0,9                        | 0,5                           | 0,3                           | 8,6                      | Не участвовал   | Не участвовал             | Не участвовал            | Не участвовал            | Не участвовал                         | Не участвовал                      | Не участвовал               | Не участвовал              | Не участвовал                 | Не участвовал                 | Не участвовал            |
| 2012/13 | Финикс      | 23               | 6                         | 16,1                     | 40,5                     | 30,8                                  | 40,5                               | 2,5                         | 0,7                        | 0,8                           | 0,2                           | 5,7                      | Не участвовал   | Не участвовал             | Не участвовал            | Не участвовал            | Не участвовал                         | Не участвовал                      | Не участвовал               | Не участвовал              | Не участвовал                 | Не участвовал                 | Не участвовал            |
| 2013/14 | Финикс      | 82               | 1                         | 22,0                     | 44,2                     | 38,1                                  | 76,1                               | 3,9                         | 1,1                        | 0,9                           | 0,2                           | 9,7                      | Не участвовал   | Не участвовал             | Не участвовал            | Не участвовал            | Не участвовал                         | Не участвовал                      | Не участвовал               | Не участвовал              | Не участвовал                 | Не участвовал                 | Не участвовал            |
| 2014/15 | Финикс      | 81               | 35                        | 25,2                     | 43,4                     | 35,8                                  | 62,8                               | 4,8                         | 1,6                        | 0,8                           | 0,2                           | 10,4                     | Не участвовал   | Не участвовал             | Не участвовал            | Не участвовал            | Не участвовал                         | Не участвовал                      | Не участвовал               | Не участвовал              | Не участвовал                 | Не участвовал                 | Не участвовал            |
| 2015/16 | Детройт     | 80               | 80                        | 35,7                     | 43,4                     | 36,2                                  | 74,9                               | 5,1                         | 2,5                        | 0,8                           | 0,3                           | 14,1                     | 4               | 4                         | 36,0                     | 46,8                     | 38,9                                  | 87,0                               | 3,3                         | 2,5                        | 0,5                           | 0,0                           | 17,8                     |
| 2016/17 | Детройт     | 79               | 79                        | 32,5                     | 41,8                     | 33,1                                  | 78,4                               | 4,6                         | 2,0                        | 0,7                           | 0,3                           | 14,0                     | Не участвовал   | Не участвовал             | Не участвовал            | Не участвовал            | Не участвовал                         | Не участвовал                      | Не участвовал               | Не участвовал              | Не участвовал                 | Не участвовал                 | Не участвовал            |
| 2017/18 | Бостон      | 54               | 21                        | 26,8                     | 42,9                     | 36,8                                  | 80,5                               | 5,4                         | 1,3                        | 0,6                           | 0,2                           | 13,6                     | 19              | 4                         | 29,6                     | 36,8                     | 41,7                                  | 71,2                               | 5,4                         | 1,1                        | 0,4                           | 0,3                           | 12,4                     |
| 2018/19 | Бостон      | 75               | 53                        | 27,9                     | 44,7                     | 37,5                                  | 84,4                               | 6,1                         | 1,5                        | 0,6                           | 0,3                           | 13,9                     | 9               | 4                         | 28,3                     | 51,9                     | 45,0                                  | 74,2                               | 8,1                         | 1,2                        | 0,1                           | 0,6                           | 13,7                     |
| 2019/20 | Нью-Йорк    | 43               | 43                        | 32,3                     | 44,2                     | 43,9                                  | 82,3                               | 5,4                         | 1,4                        | 0,8                           | 0,4                           | 19,6                     | Не участвовал   | Не участвовал             | Не участвовал            | Не участвовал            | Не участвовал                         | Не участвовал                      | Не участвовал               | Не участвовал              | Не участвовал                 | Не участвовал                 | Не участвовал            |
| 2019/20 | Клипперс    | 19               | 19                        | 28,9                     | 42,5                     | 31,0                                  | 81,8                               | 4,1                         | 1,4                        | 0,7                           | 0,7                           | 10,1                     | 13              | 13                        | 29,9                     | 50,5                     | 47,5                                  | 92,9                               | 4,8                         | 1,6                        | 0,8                           | 0,1                           | 11,8                     |
| 2020/21 | Клипперс    | 57               | 29                        | 26,3                     | 47,3                     | 47,3                                  | 82,0                               | 4,1                         | 1,0                        | 0,6                           | 0,3                           | 13,4                     | 19              | 18                        | 31,8                     | 43,0                     | 37,5                                  | 75,0                               | 4,3                         | 1,5                        | 0,5                           | 0,5                           | 12,2                     |
| 2021/22 | Клипперс    | 54               | 54                        | 29,0                     | 43,4                     | 36,7                                  | 87,2                               | 4,4                         | 2,1                        | 0,5                           | 0,3                           | 15,4                     | Не участвовал   | Не участвовал             | Не участвовал            | Не участвовал            | Не участвовал                         | Не участвовал                      | Не участвовал               | Не участвовал              | Не участвовал                 | Не участвовал                 | Не участвовал            |
| 2022/23 | Клипперс    | 65               | 65                        | 28,1                     | 42,6                     | 36,4                                  | 78,2                               | 4,0                         | 1,8                        | 0,6                           | 0,3                           | 11,2                     | 3               | 2                         | 22,8                     | 34,5                     | 16,7                                  | 100,0                              | 4,0                         | 0,0                        | 0,3                           | 0,3                           | 8,7                      |
| 2023/24 | Филадельфия | 37               | 7                         | 17,2                     | 43,9                     | 40,0                                  | 86,1                               | 2,9                         | 0,7                        | 0,4                           | 0,3                           | 6,7                      | Не участвовал   | Не участвовал             | Не участвовал            | Не участвовал            | Не участвовал                         | Не участвовал                      | Не участвовал               | Не участвовал              | Не участвовал                 | Не участвовал                 | Не участвовал            |
| 2023/24 | Кливленд    | 12               | 0                         | 15,0                     | 44,1                     | 41,4                                  | 62,5                               | 2,1                         | 0,8                        | 0,2                           | 0,2                           | 5,8                      | 9               | 1                         | 15,3                     | 45,8                     | 39,1                                  | 66,7                               | 2,8                         | 0,3                        | 0,4                           | 0,0                           | 6,1                      |
|         | Всего       | 832              | 509                       | 26,6                     | 43,5                     | 37,7                                  | 77,4                               | 4,4                         | 1,5                        | 0,7                           | 0,3                           | 12,0                     | 76              | 46                        | 28,4                     | 43,3                     | 40,6                                  | 77,1                               | 4,9                         | 1,2                        | 0,5                           | 0,3                           | 11,8                     |

### Статистика в Джи-Лиге
| Сезон   | Команда                   | Регулярный сезон | Регулярный сезон          | Регулярный сезон         | Регулярный сезон         | Регулярный сезон                      | Регулярный сезон                   | Регулярный сезон            | Регулярный сезон           | Регулярный сезон              | Регулярный сезон              | Регулярный сезон         | Серия плей-офф  | Серия плей-офф            | Серия плей-офф           | Серия плей-офф           | Серия плей-офф                        | Серия плей-офф                     | Серия плей-офф              | Серия плей-офф             | Серия плей-офф                | Серия плей-офф                | Серия плей-офф           |
| Сезон   | Команда                   | Сыгранные матчи  | Матчи в стартовой пятёрке | Количество минут за игру | Процент попаданий с игры | Процент попадания трёхочковых бросков | Процент попадания штрафных бросков | Количество подборов за игру | Количество передач за игру | Количество перехватов за игру | Количество блок-шотов за игру | Количество очков за игру | Сыгранные матчи | Матчи в стартовой пятёрке | Количество минут за игру | Процент попаданий с игры | Процент попадания трёхочковых бросков | Процент попадания штрафных бросков | Количество подборов за игру | Количество передач за игру | Количество перехватов за игру | Количество блок-шотов за игру | Количество очков за игру |
| ------- | ------------------------- | ---------------- | ------------------------- | ------------------------ | ------------------------ | ------------------------------------- | ---------------------------------- | --------------------------- | -------------------------- | ----------------------------- | ----------------------------- | ------------------------ | --------------- | ------------------------- | ------------------------ | ------------------------ | ------------------------------------- | ---------------------------------- | --------------------------- | -------------------------- | ----------------------------- | ----------------------------- | ------------------------ |
| 2011/12 | Рио-Гранде Вэллей Вайперс | 11               | 9                         | 30,0                     | 45,7                     | 25,5                                  | 73,0                               | 8,3                         | 1,1                        | 1,3                           | 0,5                           | 20,7                     | Не участвовал   | Не участвовал             | Не участвовал            | Не участвовал            | Не участвовал                         | Не участвовал                      | Не участвовал               | Не участвовал              | Не участвовал                 | Не участвовал                 | Не участвовал            |
|         | Всего                     | 11               | 9                         | 30,0                     | 45,7                     | 25,5                                  | 73,0                               | 8,3                         | 1,1                        | 1,3                           | 0,5                           | 20,7                     | Не участвовал   | Не участвовал             | Не участвовал            | Не участвовал            | Не участвовал                         | Не участвовал                      | Не участвовал               | Не участвовал              | Не участвовал                 | Не участвовал                 | Не участвовал            |

### Статистика в NCAA
| Сезон   | Команда | Конференция | Год обучения («FR» — 1 курс, «SO» — 2 курс, «JR» — 3 курс, «SR» — 4 курс) | Сыгранные матчи | Матчи в стартовой пятёрке | Количество минут за игру | Процент попаданий с игры | Процент попадания трёхочковых бросков | Процент попадания штрафных бросков | Количество подборов за игру | Количество передач за игру | Количество перехватов за игру | Количество блок-шотов за игру | Количество очков за игру |
| ------- | ------- | ----------- | ------------------------------------------------------------------------- | --------------- | ------------------------- | ------------------------ | ------------------------ | ------------------------------------- | ---------------------------------- | --------------------------- | -------------------------- | ----------------------------- | ----------------------------- | ------------------------ |
| 2008/09 | Канзас  | Big 12      | FR                                                                        | 35              | 22                        | 18,5                     | 49,5                     | 40,0                                  | 60,4                               | 4,7                         | 1,1                        | 1,0                           | 0,3                           | 7,4                      |
| 2009/10 | Канзас  | Big 12      | SO                                                                        | 36              | 33                        | 24,7                     | 57,0                     | 37,5                                  | 66,0                               | 6,1                         | 1,0                        | 0,9                           | 0,3                           | 12,8                     |
| 2010/11 | Канзас  | Big 12      | JR                                                                        | 38              | 35                        | 28,3                     | 57,0                     | 34,2                                  | 68,8                               | 7,6                         | 1,6                        | 0,8                           | 0,6                           | 17,2                     |
| Всего   | Всего   | Всего       | Всего                                                                     | 109             | 90                        | 24,0                     | 55,5                     | 35,8                                  | 66,0                               | 6,2                         | 1,3                        | 0,9                           | 0,4                           | 12,6                     |

## Личная жизнь
Моррис на семь минут младше своего однояйцевого брата-близнеца Маркиффа. Он болеет за родной клуб «Филадельфия Иглз», а Маркифф - за соперничающий «Даллас Ковбойс». Его прозвища - «Мук» (англ. Mook) и «Оплошавший папа» (англ. Flask Dad). 20 июля 2018 года девушка Морриса Эмбер Соулдс родила ему сына, которого назвали Маркусом-младшим. Начиная с сезона 2018/19 на игровой майке Морриса появилась надпись «Morris Sr.».
Братья Моррисы, а также их бывшие партнеры по команде Горан и Зоран Драгичи ненадолго вышли вместе на площадку за «Санз» в четвертой четверти матча 2 января 2015 года против «Филадельфии Севенти Сиксерс». Это стало первым случаем в истории НБА, когда две пары братьев одновременно выходили на площадку в составе одной команды.
26 февраля 2012 года штат Канзас предъявил Моррису и еще одному нападавшему, Джулиусу К. Харрису, обвинения в нанесении побоев сотруднику ночного клуба «Пещера» в городе Лоренс (штат Канзас), в котором они смотрели баскетбольный матч между командами «Канзас» и «Миссури». Моррис и Харрис заключили соглашение о смягчении обвинения в нанесении побоев, по которому Моррис заплатил 300 долларов США за смягчение обвинения, 60 долларов США за судебные издержки и обязался в течение года не вступать в контакт с жертвой и баром «Пещера».
24 января 2015 года Маркус и Маркифф Моррис стали фигурантами двух дел о нападении при отягчающих обстоятельствах: пять человек (включая близнецов и бывшего защитника «Балтимор Рэйвенс» Джеральда Боумана) предположительно напали на 36-летнего Эрика Худа возле развлекательного центра Nina Mason Pulliam в Финиксе, штат Аризона. Худ был тренером близнецов Моррис со школы до конца их карьеры в колледже; братья напали на Худа за «отправку неуместного текстового сообщения» их матери. Дело против братьев Моррис было впервые возбуждено 3 августа 2015 года; судебный процесс завершился 3 октября 2017 года: близнецы и Джеральд Боуман были признаны невиновными, а обвиняемые Джулиус Кейн и Кристофер Мелендес-младший признали свою вину в сентябре 2017 года. Несмотря на разрешение дела, инцидент был признан катализатором обмена Маркуса в «Пистонс» из «Санз» 9 июля 2015 года и одним из факторов обмена его брата в «Вашингтон Уизардс» 18 февраля 2016 года.
28 июля 2025 года стало известно, что Маркус Моррис был задержан в международном аэропорту Форт-Лодердейл/Голливуд во Флориде из-за обвинения в краже. Согласно судебным документам, Моррис получил 115 000 долларов от MGM Grand Hotel and Casino по поддельным чекам в мае 2024 года и не вернул эти деньги, когда чеки оказались недействительными. Примерно месяц спустя, в июне 2024 года, Моррис провернул аналогичную аферу в отеле и казино Wynn Las Vegas, заработав 150 000 долларов.